# Damian Hardung
Damian Hardung (Colonia, 7 settembre 1998) è un attore tedesco.

## Biografia
Hardung è di Colonia e ha due fratelli. A quattordici anni, ha ricevuto una borsa di studio dedicata ai migliori ragazzi, in una scuola privata a New York. Ha giocato a calcio nella categoria A-Jugend, col Fortuna Köln, prima di rinunciare al suo impegno con il club in favore della sua carriera da attore. Nel 2016 si è diplomato al liceo. È famoso per la serie televisiva tedesca prodotta da Vox, Club der roten Bänder. Nel 2018 ha recitato nel film La ragazza più bella del mondo (Das schönste Mädchen der Welt).
Nel 2019, interpreta Adso da Melk nella serie tv italo-tedesca Il nome della rosa, co-prodotta da Rai Fiction, Tele München, 11 Marzo Film e Palomar.
Dal 2019 interpreta Dan Riffert nella serie Netflix Come vendere droga online (in fretta).
Dal 2024 interpreta James Beaufort nella serie Prime Video Maxton Hall - Il mondo tra di noi.

## Filmografia

### Cinema
- Der magische Umhang, regia di Claudia Reinhard - cortometraggio (2010)
- Die Könige der Straße, regia di Daniel Rakete Siegel - cortometraggio (2011)
- Transpapa, regia di Sarah-Judith Mettke (2012)
- Unter Frauen, regia di Hansjörg Thurn (2012)
- Clara e il segreto degli orsi (Clara und das Geheimnis der Bären), regia di Tobias Ineichen (2013)
- Das schönste Mädchen der Welt, regia di Aron Lehmann (2018)
- Club der roten Bänder - Wie alles begann, regia di Felix Binder (2019)
- Auerhaus, regia di Neele Leana Vollmar (2019)
- Buba, regia di Arne Feldhusen (2022)

### Televisione
- Online - Meine Tochter in Gefahr, regia di Oliver Dommenget – film TV (2012)
- Mord in Eberswalde, regia di Stephan Wagner – film TV (2013)
- Die Holzbaronin, regia di Marcus O. Rosenmüller – film TV (2013)
- Frauen, regia di Jan Ruzicka – film TV (2015)
- Der Hodscha und die Piepenkötter, regia di Buket Alakus – film TV (2016)
- Squadra Speciale Stoccarda (SOKO Stuttgart) – serie TV, 1 episodio (2016)
- Club der roten Bänder – serie TV, 30 episodi (2015-2017)
- CHIX - Back on Stage – film TV (2018)
- Il nome della rosa (The Name of the Rose), regia di Giacomo Battiato - miniserie TV, 8 episodi (2019)
- Come vendere droga online (in fretta) (How to Sell Drugs Online (Fast)) – serie TV, 18 episodi (2019-)
- Spides – serie TV, 4 episodi (2020)
- Maxton Hall - Il mondo tra di noi (Maxton Hall – Die Welt zwischen uns) - serie TV, 6 episodi (2024-in produzione)
- Pauline – miniserie TV, episodio 1x01 (2024)

## Riconoscimenti
- 2016 – German Screen Actors Awards
  - Miglior cast per Club der roten Bänder (con Luise Befort, Tim Oliver Schultz, Ivo Kortlang, Nick Julius Schuck e Timur Bartels)

- 2016 – Günter Strack TV Award
  - Nomination Miglior giovane attore per Club der roten Bänder

- 2016 – Jupiter Award
  - Best German TV Series per Club der roten Bänder (con Timur Bartels, Tim Oliver Schultz, Ivo Kortlang, Luise Befort, Nick Julius Schuck, Gerda Müller, Jan Kromschröder, Arne Nolting e Jan Martin Scharf)

- 2016 – New Faces Awards
  - Special Award per Club der roten Bänder (con Timur Bartels, Luise Befort, Nick Julius Schuck, Ivo Kortlang e Tim Oliver Schultz)

- 2017 – International Emmy® Kids Awards
  - Kids: Series per Club der roten Bänder (con Tim Oliver Schultz, Timur Bartels, Luise Befort, Ivo Kortlang, Nick Julius Schuck, Jan Kromschröder e Gerda Müller)